# Henry Latimer
Henry Latimer, född 24 april 1752 i Newport, Delaware, död 19 december 1819 i Philadelphia, Pennsylvania, var en amerikansk läkare och politiker (federalist). Han representerade delstaten Delaware i båda kamrarna av USA:s kongress, först i representanthuset 1794–1795 och sedan i senaten 1795–1801.
Latimer studerade i Philadelphia och i Edinburgh. Han var sedan verksam som läkare i Delaware. Han tjänstgjorde som kirurg i amerikanska revolutionskriget.
Latimer förlorade mycket knappt i kongressvalet 1792 mot demokrat-republikanen John Patten. Han överklagade valresultatet och till sist avgjordes tvisten till Latimers fördel. Han efterträdde Patten som kongressledamot i februari 1794. Patten besegrade sedan Latimer i kongressvalet 1794 med 51% av rösterna mot 49% för Patten.
Senator George Read hade avgått 1793 utan att delstatens lagstiftande församling hade kunnat enas om en efterträdare. Avgående kongressledamoten Latimer valdes till sist i februari 1795 till senaten. Latimer avgick 1801 som senator och efterträddes av Samuel White.